# ريتشارد رويز
ريتشارد رويز (بالإسبانية: Richard Ruiz Toledo)‏ هو لاعب كرة قدم مكسيكي في مركز الوسط، ولد في 14 يناير 1986 في Jiquipilas ‏ في المكسيك. لعب مع كروز آزول ونادي تيخوانا.

## وصلات خارجية
- ريتشارد رويز على موقع قاعدة بيانات كرة القدم.إي يو (الإنجليزية)
- ريتشارد رويز على موقع Soccerway.com (الإنجليزية)
- ريتشارد رويز على موقع AS.com (الإسبانية)